# Бру на Бојн
Бру на Бојн (ир. Brú na Bóinne) група је неолитских споменика у округу Мид, у покрајини Ленстер, у Ирској, који су изграђени око 3500—3200 године п. н. е. пре египатских пирамида. То је највећи и један од најважнијих мегалитских праисторијских археолошких локалитета у Европи, и због тога је 1993. године уврштен на УНЕСКО-в списак Светске баштине у Европи. Њени неолитске громиле, менхири и долмени су изграђени захваљујући познавању основаних астрономских и научних спознаја, што је најочигледније на подземној гробној дворани Њугранџ.
Локалитет окружује река Бојн с три стране, а са северне стране њеном притоком, реком Маток. Тако да је потпуно окружен водом често се назива и ”Завој реке Бојн“, што је неправилан превод ирског назива ”Brú na Bóinne“ што заправо значи ”Палата Бојн“.
Локалитет се састоји од 40 подземних гробних дворана и других споменика од којих су најпознатији концентрисани на северној страни реке (Њугранџ, Ноут, Доут), који су славни и због велике колекције неолитских уметности које су пронађене ту. Ови тумули су грађени на завоју реке и постоје докази да су изграђени од камења с још старијих грађевина, попут мезолитског каменог оруђа. Такође су посвећивани вековима после о чему сведоче гробни дарови из бронзаног, гвозденог, римског доба, па чак и средњег века.
Средишња и највећа гробна хумка Њугранџ је попут друге две велике хумке (Ноут и Доут) изграђен у складу с поравнањем равнодневнице (попут (Стонхенџа у Енглеској), али и други споменици (Когале кромле, Таунлејхол, Монкњутаун, ритуално језеро и др.) такође имају астрономски одређену типографију.

## Галерија
- Менхир из Њугранџа
- Тумул у Њугранџу
- Артефакти из Њугранџа
- ”Менхир судбине“ на брду Тара
- Један од тумула у Ноуту
- Кромлех од дебла у Ноуту
- Пролаз кроз главну гробну комору у Ноуту
- Ниша тумула у Форноксу
- Поглед на Даут
- Лоуџкру